# Ishaya Bako
Ishaya Bako (né le 30 décembre 1986) est un réalisateur et scénariste nigerian.

## Jeunesse
Il est né et a vécu à Kaduna, où il passe sa vie avant de s’installer à Londres, où il étudie à la London Film School.

## Carrière
Après avoir fréquenté cette école de cinéma, Bako écrit et réalise Braids on a Bald Head, lauréat de la huitième édition de l'Africa Movie Academy Awards (AMAA) dans la catégorie du court-métrage. Ce film met en scène une coiffeuse haoussa qui aspire à une vie meilleure grâce au mariage. 
Fuelling Poverty est un documentaire sur le mouvement Occupy Nigeria (en), dénonçant la pauvreté et la corruption dans le pays. Il est narré par le lauréat du prix Nobel de littérature Wole Soyinka et censuré par le gouvernement de Goodluck Jonathan. Il vit à Abuja au Nigeria. 
The Royal Hibiscus Hotel, est une comédie romantique présentée au Festival international du film de Toronto en 2017.
En 2019, il sort 4th Republic, un thriller d'anticipation politique qui par la fiction aborde la question de la violence au Nigeria sur fond de controverses électorales.